# Joseph Liouville
Joseph Liouville [žozef liúvil] (24. března 1809 Saint-Omer, Francie – 8. září 1882 Paříž, Francie) byl francouzský matematik. V roce 1848 byl také poslancem Národního shromáždění.

## Dílo
Zabýval se několika oblastmi matematiky, především teorií čísel, komplexní analýzou, diferenciální geometrií, diferenciální topologií, matematickou fyzikou a astronomií. V komplexní analýze je po něm pojmenována tzv. Liouvillova věta, která říká, že každá ohraničená celá funkce je konstantní. Jako první dokázal existenci transcendentních čísel. Po něm a Jacquesovi Sturmovi je pojmenována tzv. Sturmova-Liouvillova teorie, která se využívá při řešení určitých typů integrálních rovnic.
Jako první ocenil a ve svém časopise Journal de Mathématiques Pures et Appliquées, který vedl v letech 1836 až 1874, v roce 1846 publikoval práce Évariste Galoise.

## Ocenění
Joseph Liouville se v roce 1839 stal členem Francouzské akademie věd, v roce 1856 byl zvolen zahraničním členem akademie věd v Göttingenu. V roce 1859 byl zvolen členem Americké akademie umění a věd.
Jeho jméno nese od roku 1973 kráter Liouville na přivrácené straně Měsíce.